# Rockebro
Rockebro är ett naturreservat på 30 hektar vid Östra Laxsjön i Laxå kommun bildat 1974. Reservatet är ett Natura 2000-område.
Inlandsisen har här skapat ett märkligt landskap med åsryggar, kullar och sänkor. Flera dödisgropar finns i området. Dessa uppkom då isblock bröts loss från huvudisen och bäddades in i grusavlagringar. När de senare smälte bildades stora gropar. Den största gropen är i dag Gropsjön. Några andra gropar är bara vattenfyllda vissa tider av året. I reservatet finns för Örebro län en ovanlig flora, med bland annat myrlilja, klockljung och bäcknate, men också nordliga arter som dytåg. Dessutom kan man hitta fyra arter av de insektsätande bläddrorna samt flera orkidéarter i Rockebrokärret. I reservatet finns en vandringsled  med botanikspång som går förbi flera sevärda växter.

## Rockebro offerkälla

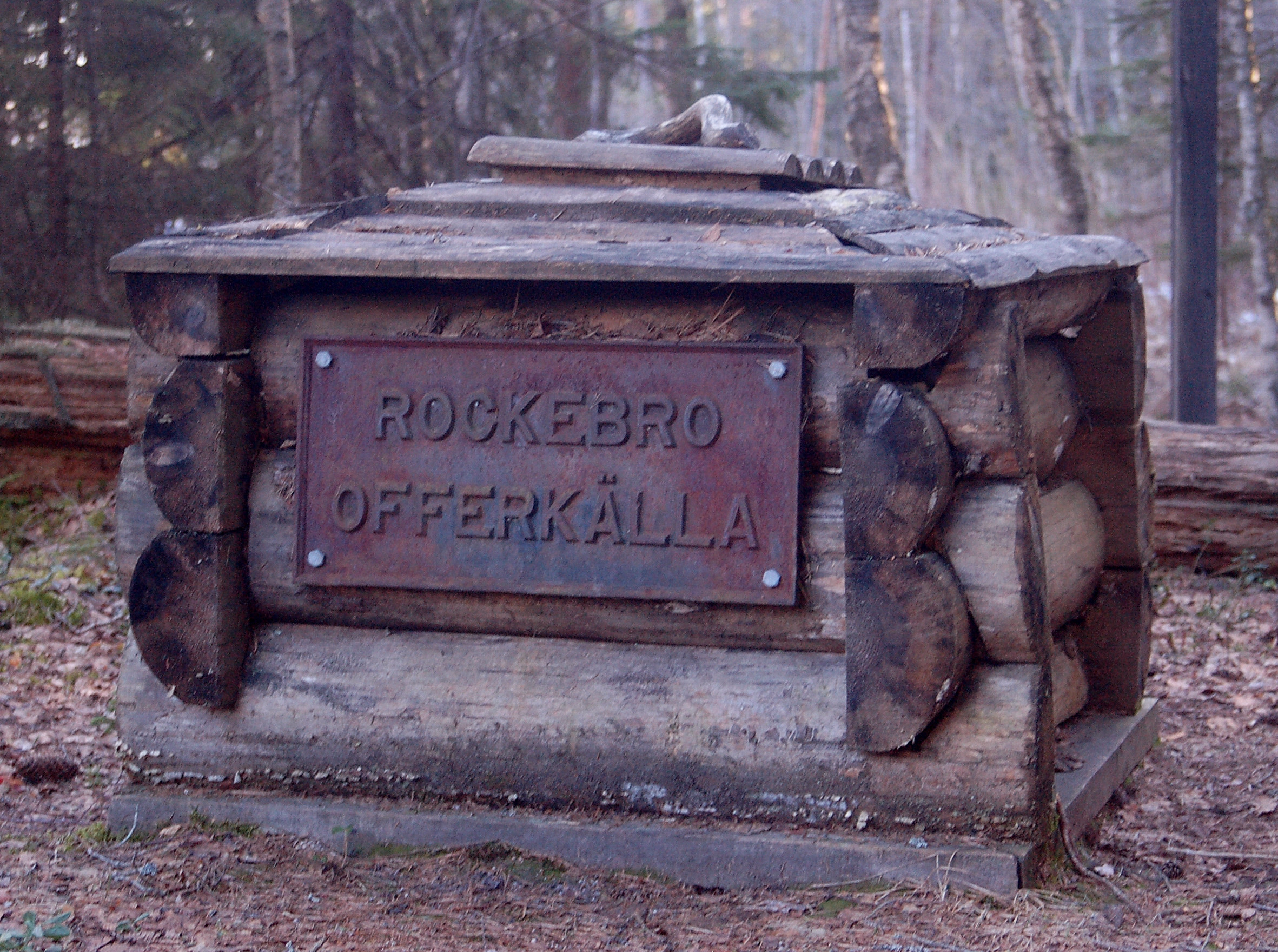
Rockebro offerkälla i Rockebro naturreservat.

Rockebro offerkälla är belägen i naturreservatet. Källan får sitt tillflöde via grundvatten från kärren norr om länsväg 205. Vattnets röda färg kommer från bäcken bredvid källan samt järnavfällingar och järnockra i kärren. Flera vägar och stigar har strålat samman vid källan, och resande har stannat till vid källan för att offra en slant innan fortsatt färd.
1980 utfördes en omfattande restaurering av källan. Den grävdes ur och fodrades med Skagersholms sandsten samt en ny träram. Vid utgrävningen hittades 8800 mynt varav de äldsta var från 1720 samt två stycken fickur.
Namnet Rockebro antas komma från ockran eller rodhka.